# Río de La Pasión
Río de La Pasión är ett vattendrag i Guatemala.   Det ligger i departementet Petén, i den norra delen av landet, 200 km norr om huvudstaden Guatemala City.